# Тавпиширківський ботанічний заказник
Тавпиши́рківський зака́зник — ботанічний заказник загальнодержавного значення в Україні. Розташований на захід від села Бистриці (Надвірнянський район, Івано-Франківська область), на схилах центральної та північно-західної частин хребта Тавпиширки, що в гірському масиві Горгани. 
Площа 424 га, створений 1974 року. Перебуває у віданні ДП «Надвірнянський держлісгосп» (Бистрицьке л-во, кв. 36, 39, 53, 57). 
Охороняються високогірні ялинові ліси з домішкою на верхній межі сосни кедрової. На кам'яних осипищах в оліготрофних умовах поширені угруповання кедрово-ялинових та ялиново-кедрових пралісів з домішкою берези повислої. На верхній межі лісу зростає криволісся сосни гірської. У заказнику є також два невеликі осередки модрини, що росте разом з ялиною та сосною кедровою. 
З тварин трапляються ведмідь, дика свиня, рись, куниця, канюк, глухар та інші.

## Догляд

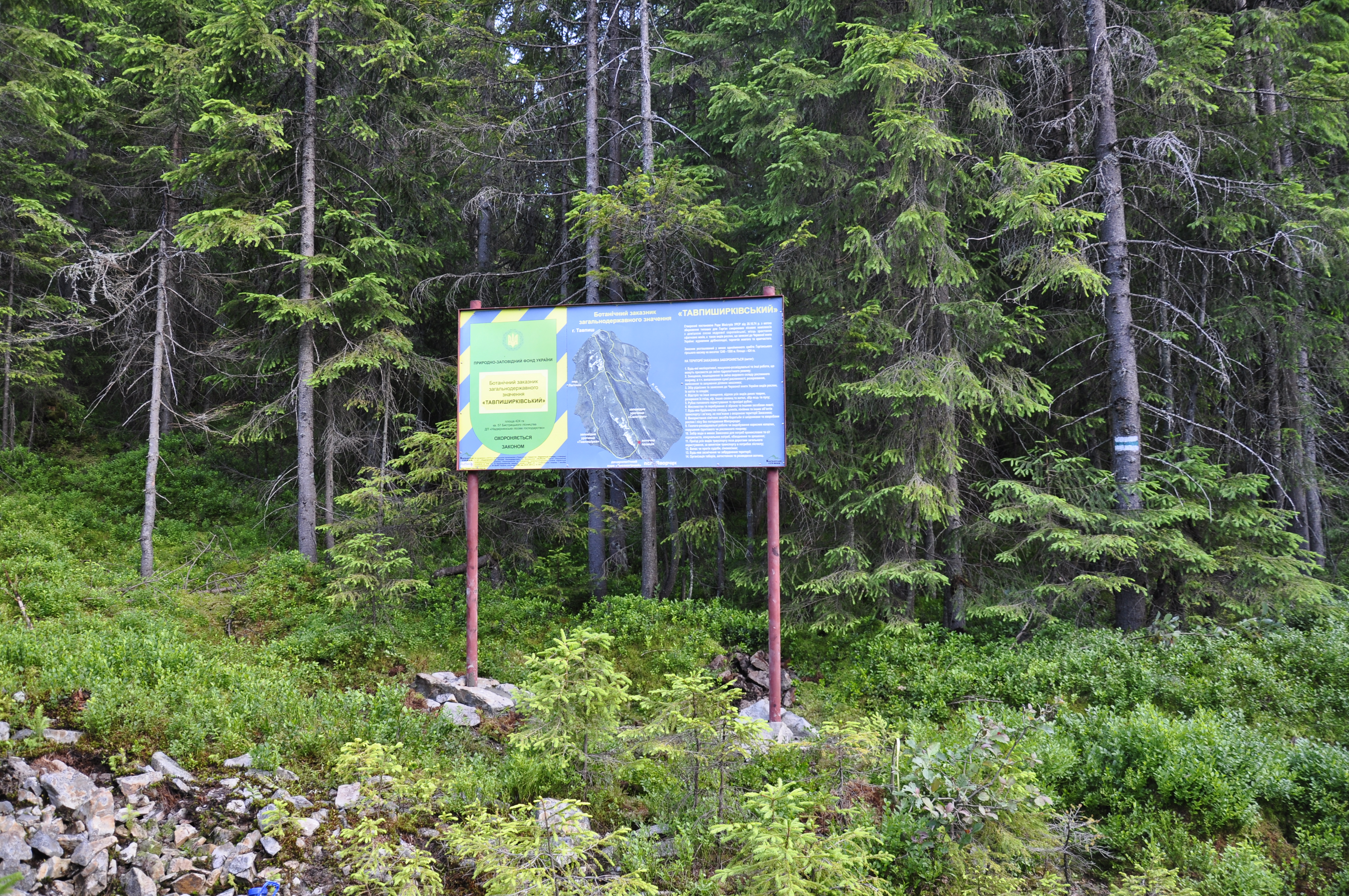
Охоронний знак та інформаційна таблиця з боку дендропарку «Високогірний»

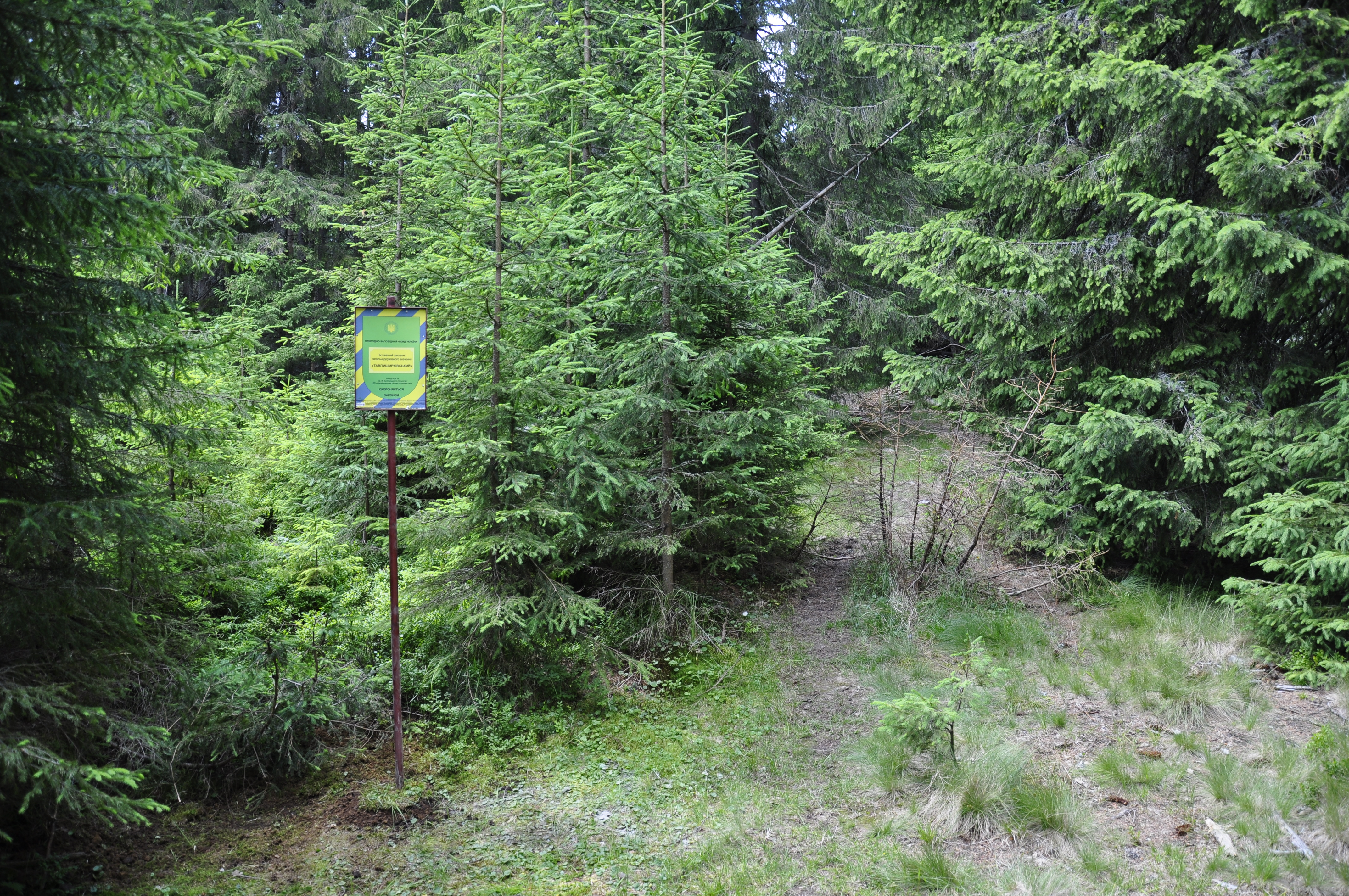
Охоронний знак перед горою Тавпиш

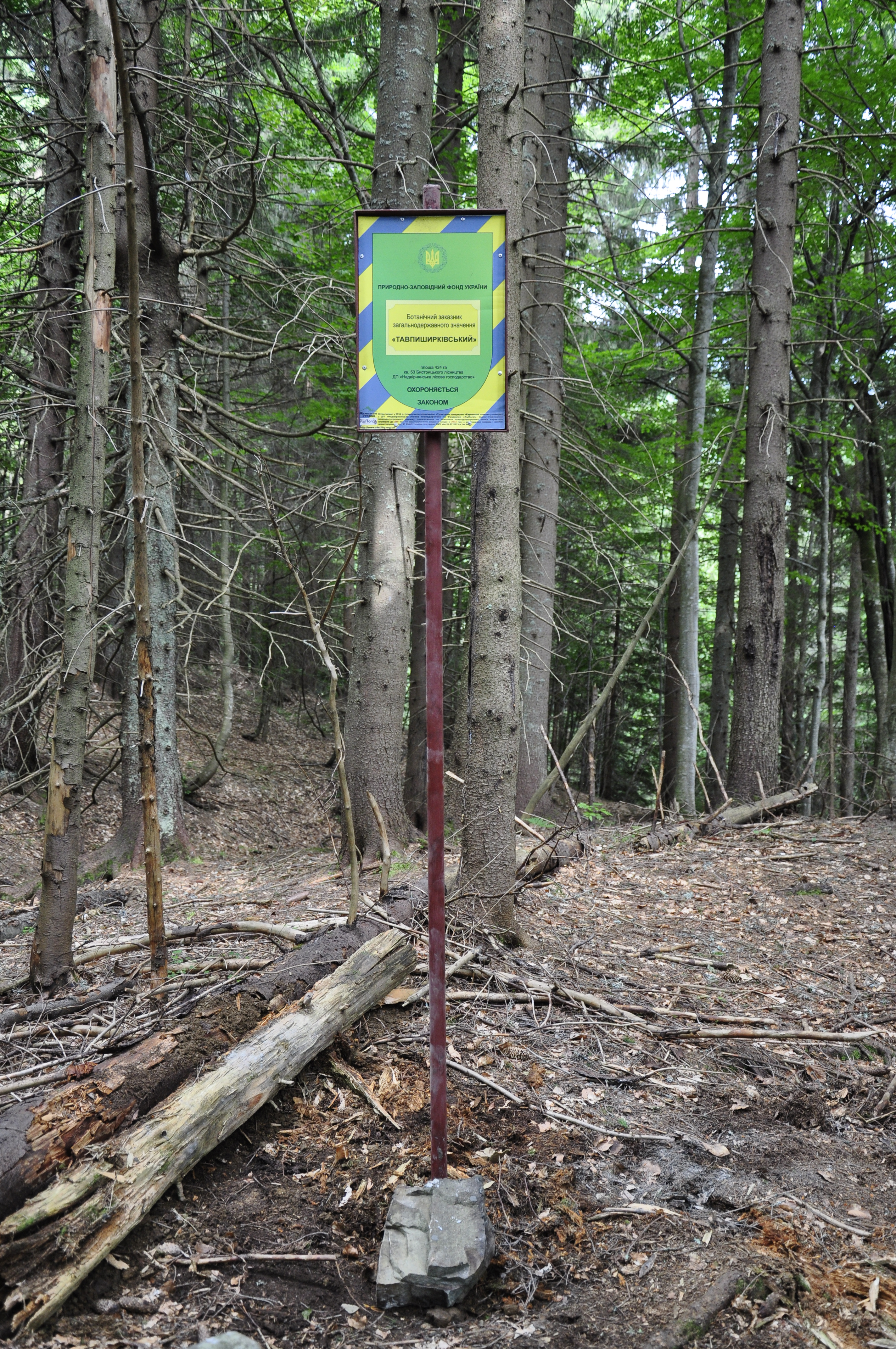
Охоронний знак в бік перевалу Великі Роґодзи (Легіонів) (станом на 2019 р. викрадений)

У 2014 році волонтерами ГО «Туристичне товариство «Карпатські стежки» в рамках проєкту британської Фундації Rufford та спільно з працівниками Бистрицького лісництва ДП «Надвірнянське лісове господарство» встановлено інформаційну таблицю та 3 охоронні знаки (аншлаги), у відповідності до вимог законодавства.